# Švarnas
Švarnas o  Shvarn (talvolta Shvarno o Svaromir Daniilovič (in ucraino Шварно Данилович?, Švarno Danjlovjč; Halyč, 1230 circa – Khelm, 1269) è stato principe di Galizia-Volinia dal 1264 al
1269 e quarto granduca di Lituania dal 1267 al 1269.
Da quando ricoprì la carica di knyaz delle parti occidentali della Galizia, fu coinvolto in lotte interne di potere che riguardavano il vicino Granducato di Lituania. Abile combattente, riuscì a mantenere sotto il suo controllo l'ambita città di Kholm (moderna Chełm, Polonia).

## Nome
Di Švarn si sa poco e persino il vero nome resta incerto. I documenti contemporanei relativi a questo sovrano sono scarsi e si riferiscono a lui con vari appellativi. Ad esempio, la prima edizione delle Cronache lituane lo riporta come Shkvarno, ma le seguenti edizioni usano le varianti Skirmont e Skirmunt, forse una rutenizzazione del lituano Skirmantas. Fonti contemporanee menzionano anche il suo nome di battesimo Ioann (Іоанн), ovvero Giovanni o Giorgio. Nei testi delle storiografie odierne, il sovrano viene indicato con una varietà di appellativi che variano dal lituano Švarnas alla versione ucraina варно Данилович, a quella russa e bielorussa Шварн e a quella polacca Szwarno Daniłowicz. Sono tutte variazioni del nome Shvarn, il quale probabilmente è un diminutivo del nome slavo Svaromir.

## Biografia
Švarnas era uno dei figli di Danilo di Galizia, discendente del ramo rjurikide dei Monomachi. Ereditò le terre nord-occidentali del Principato di Galizia-Volinia, le quali comprendevano la città di Halicz, le due sponde del Bug Occidentale, ovvero la Rutenia rossa con le città di Bełz, Czerwień, Mielnik, Drohiczyn e infine anche Kholm dal 1264, assegnata prima a un altro fratello. Suo fratello maggiore Leone ereditò le regioni meridionali, i cui centri principali erano Leopoli e Przemyśl, mentre a Romano spettarono i ducati di Luc'k e Terebovlja.

### Evoluzione dei rapporti tra lituani e polacchi
Durante il regno di Danilo, i signori galiziani si accordarono con i loro pari polacchi per fronteggiare il nemico comune costituito dalle tribù lituane, le quali spesso saccheggiavano e depredavano le terre ad ovest. La situazione mutò quando nel 1255 (o nell'anno precedente) Švarnas sposò una figlia la cui identità è ignota di Mindaugas, allora re della Lituania. Tale evento sancì la formazione di un'alleanza: insieme, i sovrani di ambedue gli stati intrapresero numerose campagne militari contro il Regno di Polonia. Nello stesso 1255 riuscirono a superare le mura di Lublino, mentre nel 1262 ebbe luogo una grande campagna verso la Masovia. Shvarn e Treniota, cognato di Mindaugas, conquistarono la città di Płock e posero sotto assedio il cognato del primo, Siemowit I di Masovia a Jazdów (moderna Varsavia). Gli scontri terminarono con la morte di Siemowit per mano dei soldati di Švarnas e suo figlio Corrado II fu fatto prigioniero. I rinforzi polacchi non giunsero abbastanza in fretta e furono successivamente sconfitti in una battaglia avvenuta a Długosiodło il 5 agosto 1262.

### Principe di Galizia-Volinia
Nel 1264 Danilo di Galizia morì e Švarnas divenne il legittimo erede di tutto il Principato di Galizia-Volinia in qualità di duca. Uno dei primi compiti eseguiti fu organizzarsi per una grande campagna contro la Piccola Polonia. Tuttavia, anche se i guerrieri ruteni e lituani riuscirono a saccheggiare Skaryszew, Tarczek e Wiślica, furono in seguito respinti. Gli alleati iotvingi furono sconfitti da Boleslao V il Timido nella battaglia di Brańsk. L'anno seguente Boleslao coalizzò le forze a sua disposizione contro Švarnas e suo zio Vasilko Romanovič e sconfisse il primo il 19 giugno 1266 a Wrota, indebolendo la sua posizione nella Galizia-Volinia.

### Granduca di Lituania
Nel frattempo, a seguito di una congiura, Mindaugas era stato assassinato in Lituania. Il potere fu assunto da Treniota, ma il Granducato visse un periodo di disordine. Švarnas offrì il suo appoggio a Vaišvilkas, uno dei figli di Mindaugas e suo cognato. Insieme riuscirono a deporre Treniota e a ricacciare Daumantas verso Pskov. Quando Vaišvilkas decise di tornare alla vita monastica nel 1267, il Granducato fu ceduto a Švarnas. Non si conoscono i dettagli sul periodo in cui Švarnas amministrò la Lituania: è probabile che non fosse riuscito ad ingraziarsi il popolo lituano in virtù delle sue origini straniere. Ciononostante, ebbe abbastanza successo nell'espandere i confini del Granducato. Tra le battaglie vinte, una delle più celebri è quella in cui sconfisse nel 1267 suo fratello Mstislav presso il fiume Yaselda ed espugnò Turaŭ e Pinsk. Quindi si diresse versi i Tatari del Volga e prevalse sul khan Balaklay nella battaglia di Kojdanow (odierna Dzjaržynsk, Bielorussia). Grazie alla vittoria riportata, il Granduca poté acquisire Mazyr, Černihiv, Karačev e Starodub.
Frattanto, la lotta per il potere in Lituania divenne rapidamente più accesa. Prima che potesse emergere un chiaro vincitore, Švarnas si spense a Kholm (odierna Chełm, in Polonia) tra il 1269 e il 1271. Fu sepolto in una cattedrale ortodossa che un tempo sorgeva in un luogo ora occupato dalla Basilica di Nascita della Vergine Maria. Dopo la sua morte gran parte delle sue terre furono integrate alla Lituania e passarono in mano a Traidenis, un nobile dell'Aukštaitija.
Per quanto riguarda la questione religiosa, la cristianizzazione del Paese rimase a un punto morto. Eccettuati infatti i casi di Švarnas e del suo predecessore, tutti i duchi lituani continuarono a rimanere fedeli agli antichi culti.